# Ancient
Ancient es una banda noruega de black metal melódico formada en 1992. Ha publicado numerosos álbumes musicales, actualmente, firmaron con la compañía discográfica Metal Blade Records. Ancient emplea el sonido del raw black metal, similar a los trabajos de Darkthrone. Comenzando con el The Cainian Chronicle (1996), se movieron hacia un sonido negro, más nórdico y más atmosférico del metal, como Emperor. Después de un período de agitación referente a su formación se encendieran agregar los instrumentos del estilo gótico tales como violines, voces femeninos y sintetizadores a su música.

## Biografía
La banda comenzó como proyecto a solas del guitarrista Aphazel en 1992. Al año siguiente, Grimm se integró a la banda como baterista y vocalista. Lanzaron, en 1993, el demo Eerily Howling Winds y el EP Det Glemte Riket en 1994. Firmaron con Listenable Records y lanzaron posteriormente su álbum debut, Svartalvheim. Después del lanzamiento del EP, Trolltaar, en 1995, Grimm dejó la banda. Aphazel viajó a los Estados Unidos en donde conoció a Lord Kaiaphas, que pronto formaría parte de la banda como el nuevo vocalista y baterista de Ancient. En 1996 la banda firma un contrato con Metal Blade Records, y dos nuevos miembros se integraron la banda: Kimberly Goss como vocalista y teclista, y Kjetil como baterista. Juntos, lanzaron el segundo álbum The Cainian Chronicle, y emprendieron más adelante un viaje por Europa. En 1997, Goss fue sutituida por Erichte y entró un nuevo miembro a la banda como guitarrista y teclista, bajo el nombre de Jesus Christ!. Con la formación nueva, Ancient lanzó su tercer álbum Mad Grandiose Bloodfiends. Después de viajar por el mundo, Aphazel conocería a Deadly Kristin, que hizo de voz femenina, y él mismo decidiría trasladarse a Italia. 
En 1998 trajeron más cambios de la formación: Krigse como baterista, Dhilorz como nuevo bajista y Lord Kaiaphas como baterista yvocalista. En 1999 fue lanzado The Halls of Eternity con Aphazel como el vocalista nuevo. Un tour nuevo siguió, incluyendo los primeros conciertos de la banda en Escandinavia. En 2000 ancient toco en Wacken Open Air con el nuevo baterista, GroM. En enero de 2001 una compilación llamada God Loves the Dead, salió. 
El quinto álbum de Ancient, Próxima Centauri, fue registrado en Los Angered Recording (Andy LaRocque's studio) —estudios de Andy LaRocque, guitarrista de King Diamond— y masterizado en Sterling Sound que Fue lanzado el 15 de octubre de 2001. Otro viaje siguió, incluyendo México, Europa Oriental e Israel. después del viaje, Deadly Kristin decide dejar la banda. 
El 13 de julio de 2004, Ancient lanzó su sexto álbum, Night Visit. El álbum fue registrado en Studio Fredman masterizado por el famoso productor sueco, Fredrik Nordström. La Banda emprendió otro viaje europeo llamado “A Night VisiTour” en 2005, con Illdisposed y Final Breath como ayuda. Después del viaje, GroM dejó la banda.
Los demos originales de Ancient, incluyendo Eerily Howling Winds, fue lanzado en 2005 en un álbum llamado Eerily Howling Winds - The Antediluvian Tapes.

## Miembros
- Dhilorz - bajo (1999-presente) Voz (2006-presente)
- Aphazel – Guitarra (1992-presente), voz (1998-presente), bajo (1992-1998), batería (1992-1993), teclado (1993-1998)
- Krigse - batería(1997-2000)

## Discografía
| Álbumes de estudio - 1994: Svartalvheim - 1996: The Cainian Chronicle - 1997: Mad Grandiose Bloodfiends - 1999: The Halls of Eternity - 2001: Proxima Centauri - 2004: Night Visit - 2016: Back To The Land of The Death Álbumes recopilatorios - 1999: Det Glemte Riket - 2001: God Loves the Dead - 2005: Eerily Howling Winds - The Antediluvian Tapes EP - 1994: Det Glemte Riket - 1994: Trolltaar Demo - 1993: Eerily Howling Winds |